# Henri-Augustin Rabatel
Pour les articles homonymes, voir Rabatel.
Henri-Augustin Rabatel, né le 14 août 1894 à Montagnieu dans l'Isère et mort à Paris dans le 16e arrondissement le 18 juillet 1973, est un aviateur français.
Lieutenant à l'escadrille no 3, dite « Escadrille des Cigognes » pendant la Première Guerre mondiale, il remporta quatre victoires homologuées en combat aérien aux commandes de son SPAD S.VII baptisé "Dick".

## Biographie

### Carrière militaire
Fils de Joseph Jean Rabatel et de Fidéline Euphrosine Chevallier, il s'engage volontairement en 1913 dans le 3e régiment de cuirassiers puis passe à l'aviation en mars 1914 comme sous-officier observateur d'artillerie. Nommé maréchal des logis, il est ensuite affecté comme élève-pilote à l'École d'aviation militaire d'Avord où il obtient son brevet de pilote militaire en mai 1915.
Alors pilote de l'escadrille VC 111, il est décoré de la médaille militaire et de la croix de guerre pour avoir abattu un Drachen allemand dans des conditions difficiles (mars 1916). Il est promu sous-lieutenant en août 1916.
Passé à l'aviation de chasse en avril 1917, il est affecté à l'Escadrille des Cigognes et remporte une autre victoire le 25 mai de la même année en abattant un appareil allemand. Grièvement blessé par balles le 16 août 1917 au-dessus de la Belgique lors d'un combat seul contre cinq avions ennemis, il est contraint d'atterrir et est fait prisonnier. Porté disparu, il rentre en France en 1918 et est nommé lieutenant et chevalier de la Légion d'Honneur ("pilote hors pair qui, dans l'aviation de bombardement puis dans l'aviation de chasse, a toujours fait preuve des plus belles qualités militaires et morales").
Il termine la guerre avec quatre victoires homologuées.

### Après la Grande Guerre
Le lieutenant Rabatel s'illustra ensuite dans différentes compétitions aériennes et épreuves de vitesse. Il remporta notamment la première édition de la coupe Lamblin le 25 novembre 1922. Il démissionne de l'armée active en 1926 et devient attaché à la direction de la société Hispano-Suiza dont il avait régulièrement piloté les avions lors de ces compétitions et dont il assure la promotion dans le monde.
Il est nommé capitaine de réserve de l'Armée de l'air en 1931 et commande la patrouille de défense aérienne de Bordeaux en mai 1940, qui se replie à Toulouse après la capitulation.
Le commandant Rabatel meurt le 18 juillet 1973 à son domicile parisien de l'avenue Foch.
Il était membre de l'Aéro-Club de France depuis 1922.

## Faits d'armes
- Première bataille de la Marne
- Première bataille d'Ypres
- Bataille de Verdun
- Bataille de la Somme
- Bataille du Chemin des Dames
- Bataille de Passchendaele

## Distinctions

### Décorations française
- Médaille militaire, en 1916
- Chevalier de la Légion d'honneur, en 1918
- Officier de la Légion d'honneur, en 1934
- Croix de guerre 1914-1918 (France) à une palme de bronze (trois citations à l'ordre de l'armée).

### Décorations étrangères
- Croix de guerre (Belgique)

## Sources
- « Cote 19800035/1151/31667 »
- Jules Roy, Guynemer, l'ange de la mort (Biographie), Paris, Albin Michel, coll. « Une vie », 1986, 351 p. (ISBN 2-226-02315-1 et 978-2-226-02315-5)